# غار حاجی‌آباد شماره ۱
غار حاجی‌آباد شماره ۱ مربوط به میان سنگی است و در شهرستان مرودشت، روستای حاجی‌آباد واقع شده و این اثر در تاریخ ۲ آبان ۱۳۸۲ با شمارهٔ ثبت ۱۰۵۲۵ به‌عنوان یکی از آثار ملی ایران به ثبت رسیده است.
۵کیلومتر از نقش رستم به طرف ده حاجی‌آباد غاری به نام غار حاجی‌آباد وجود داردکه بر بدنه شمالی آن در دو طاقچه کتیبه‌ای بخط پهلوی در زمان شاپور اول نقش بسته است. مضمون این نبشته شرح تیراندازی شاه با حضور امرا و روسای قبایل و بزرگان دربار می‌باشد. در گوشهٔ این غار راه باریکی به داخل کوه می‌رود که به محوطه‌ای می‌رسد که به نام مقبرهٔ شیخ علی معروف است.